# Lijst van hogeronderwijsinstellingen in Tsjechië
Er bevinden zich in Tsjechië ongeveer dertig hogeronderwijsinstellingen met gezamenlijk meer dan honderd faculteiten. Het Ministerie voor Onderwijs en Sport is verantwoordelijk voor het hoger onderwijs in het land. De belangrijkste universiteitssteden zijn de twee grootste steden van het land, Praag en Brno. Er zijn twee regio's zonder hoger onderwijs, namelijk Midden-Bohemen en Karlsbad. De oudste universiteit van het land is de in het jaar 1348 opgerichte Karelsuniversiteit Praag. 
Hieronder een lijst van de hogeronderwijsinstellingen in Tsjechië, gesorteerd per regio. 

## Ústí nad Labem
- Universiteit Jan Evangelista Purkyně (Ústí nad Labem)

## Liberec
- Technische Universiteit Liberec (Liberec)

## Hradec Králové (regio)
- Universiteit Hradec Králové (Hradec Králové)
- Karelsuniversiteit Praag: Faculteiten Geneeskunde en Farmacie (Hradec Králové)
- Universiteit voor Verdediging Brno: Faculteit Militaire Gezondheidszorg (Hradec Králové)

## Pardubice
- Universiteit Pardubice (Pardubice)

## Olomouc
- Moravská vysoká škola Olomouc (Olomouc)
- Palacký-Universiteit (Olomouc)

## Moravië-Silezië
- Technische Universiteit Ostrava (Ostrava)
- Silezische Universiteit Opava (Opava)
- Universiteit Ostrava (Ostrava)

## Pilsen
- Westboheemse Universiteit (Pilsen)
- Karelsuniversiteit Praag: Faculteit Geneeskunde (Pilsen)

## Praag
- Karelsuniversiteit (Praag)
- Tsjechische Technische Universiteit (Praag)
- Tsjechische Landbouwuniversiteit (Praag)
- Economische Universiteit (Praag)
- Universiteit voor Scheikunde en Technologie (Praag)
- Academie voor de Beeldende Kunsten (Praag)
- Academie voor Kunst, Architectuur en Design (Praag)
- Academie voor Muzikale Kunsten (Praag)
- Politieacademie van de Tsjechische Republiek (Praag)

## Zuid-Bohemen
- Zuidboheemse Universiteit (České Budějovice)
- Technische en Economische Hogeschool (České Budějovice)

## Vysočina
- Polytechnische Hogeschool Jihlava (Jihlava)

## Zuid-Moravië
- Technische Universiteit Brno (Brno)
- Mendel-universiteit voor Land- en Bosbouw (Brno)
- Universiteit voor Diergeneeskunde en Farmacie (Brno)
- Masaryk-universiteit (Brno)
- Janáček-muziekacademie (Brno)
- Universiteit voor Verdediging (Brno)

## Zlín
- Tomáš Baťa Universiteit (Zlín)